# Podarcis lilfordi balearica
Podarcis lilfordi balearica és una subespècie de la sargantana gimnèsia que habita l'illa del Rei, dins el Port de Maó, a la costa Est de Menorca. El dors presenta una coloració que va de verd oliva a gris terrós, amb línies negres. Els costats i les extremitats presenten unes tonalitats que poden anar del roig al gris. La part ventral és de color coure, amb taques blaves, verdes o negres. La base de la cua és verda. Els individus són de mida mitjana, amb el cap curt. És abundant a l'illa.